# 2024年自由民主党総裁選挙
2024年自由民主党総裁選挙（2024ねんじゆうみんしゅとうそうさいせんきょ）は、2024年（令和6年）9月27日に行われた日本の自由民主党の党首である総裁の選挙である。

## 概要

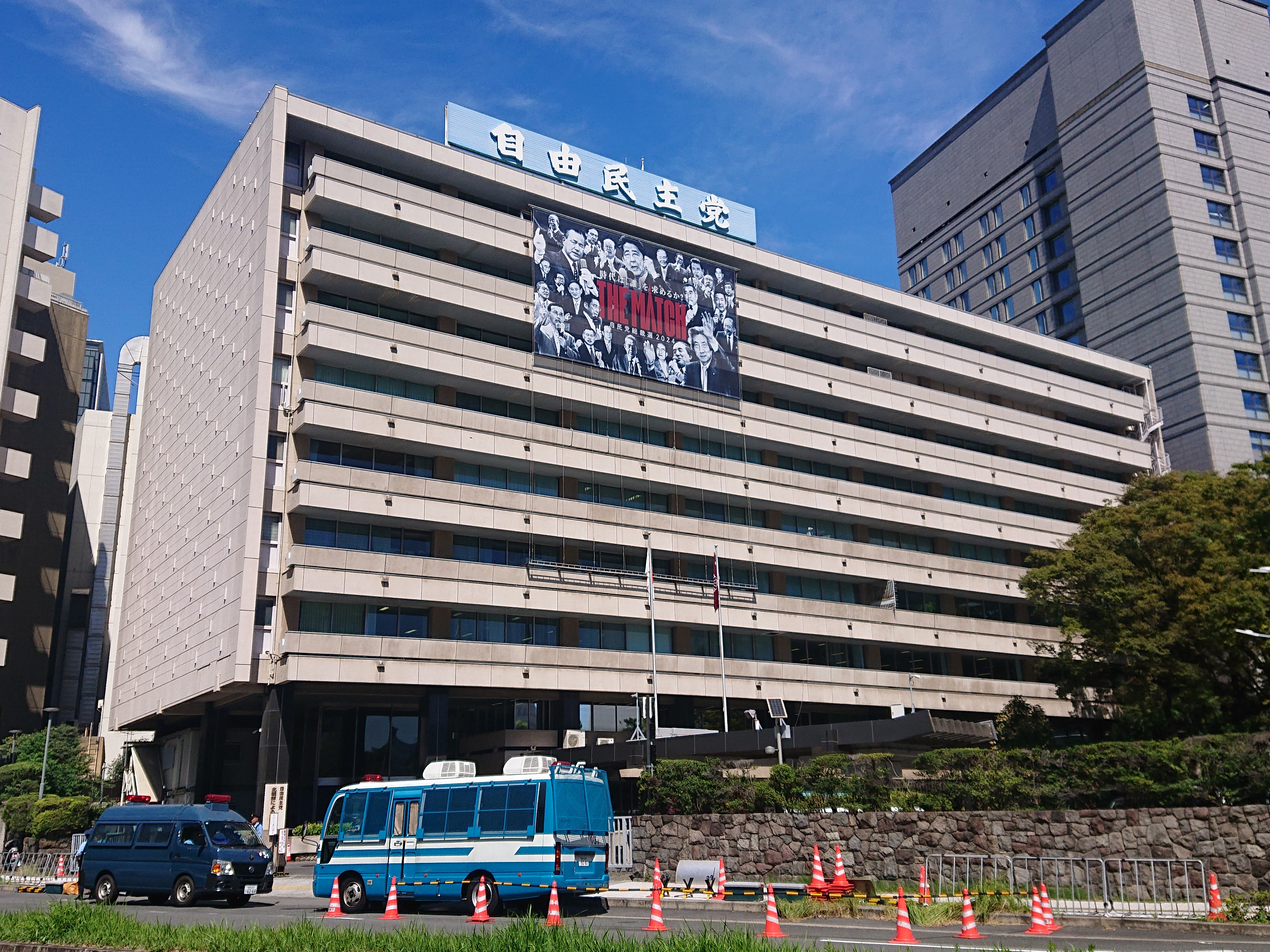
総裁選挙期間中の自由民主党本部

2021年9月29日に実施された自由民主党総裁選挙で選出された現職の岸田文雄の任期満了に伴い実施された。
2024年7月26日に党所属の国会議員11人からなる選挙管理委員会が発足した。選挙管理委員会は8月5日に初会合を開き逢沢一郎を委員長に選出し、8月20日に開かれた2回目の会合で選挙日程を「9月12日告示・同月27日投開票」とすることを決定した。
なお、同年8月14日に岸田が不出馬を表明したことにより、前回（菅義偉：任期満了で退任）、前々回（安倍晋三：任期途中で辞任）に続いて3回連続で現職が出馬しないこととなった。
同年9月3日、選挙管理委員会は、お金のかからない選挙を実現することなどを目的に、文書の郵送やインターネットの有料広告、自動音声による電話（オートコール）など、8つの禁止事項を設定した。
同年9月4日、自由民主党幹事長の茂木敏充は自身の出馬表明会見で、選挙の公平を期すために選挙期間中は幹事長権限を総裁の岸田に委ねると述べた。
同年9月11日、高市早苗が党員にリーフレットを送付していたことが前述の禁止事項に反するとして選挙管理委員会が高市に口頭で注意した。高市は禁止事項が設定される前の8月に発送されたものと主張している。
同年9月12日に告示。1972年に推薦人制度が導入されて以降、最多となる9人が立候補した。
同年9月18日に衆院の比例北海道ブロックで党所属の候補者が繰り上げ当選したため、国会議員票が1票増え、368票になった。議員票と同数の党員票も368票となり、計736票で争われることになる。
同年9月27日に投開票が行われ、第1回投票では過半数を獲得した候補がおらず、1位の高市、2位の石破による決選投票が実施された。決選投票の結果、石破が高市を逆転し、新総裁に選出された。

## 背景

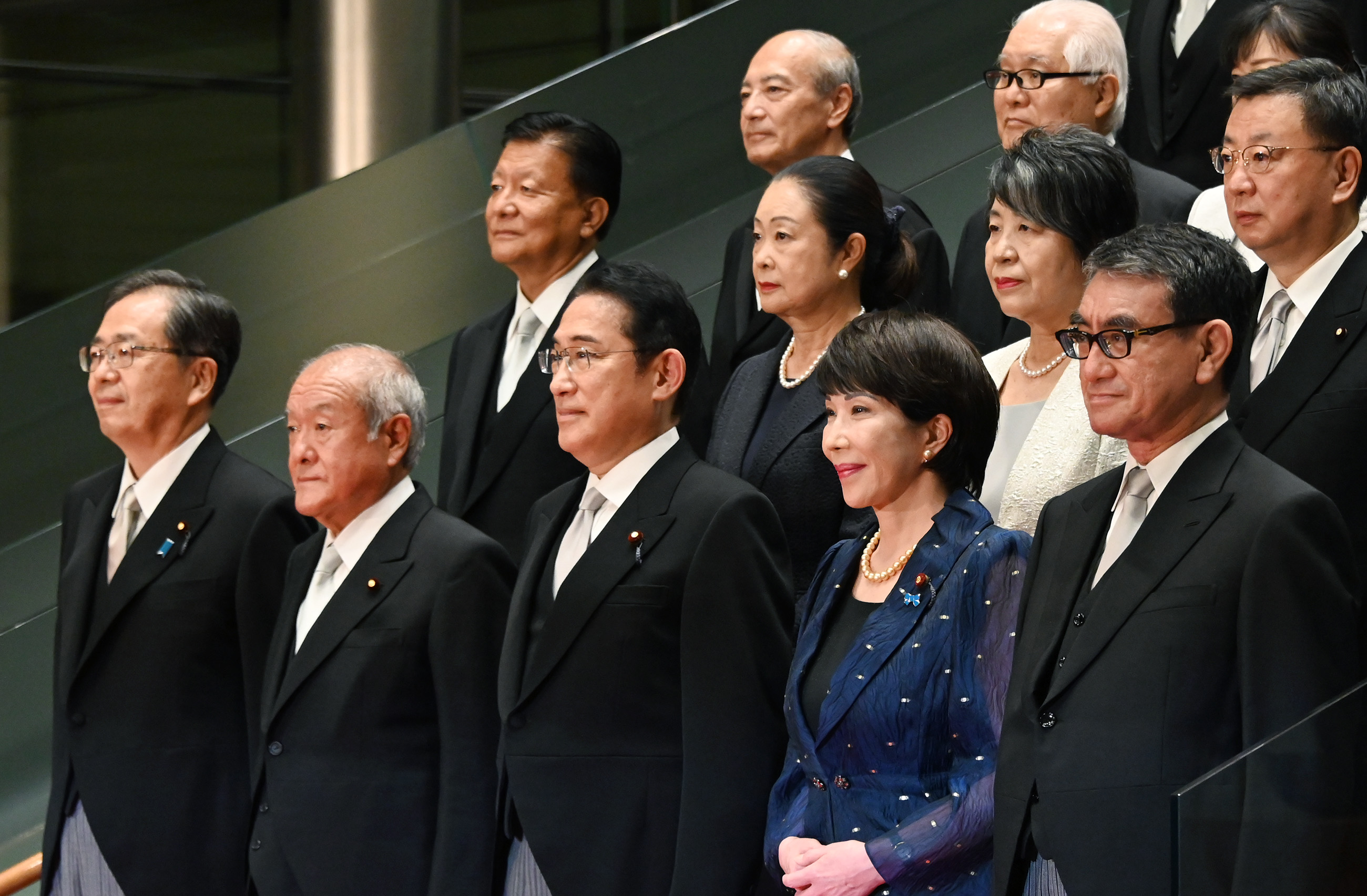
第2次岸田内閣 (第2次改造)

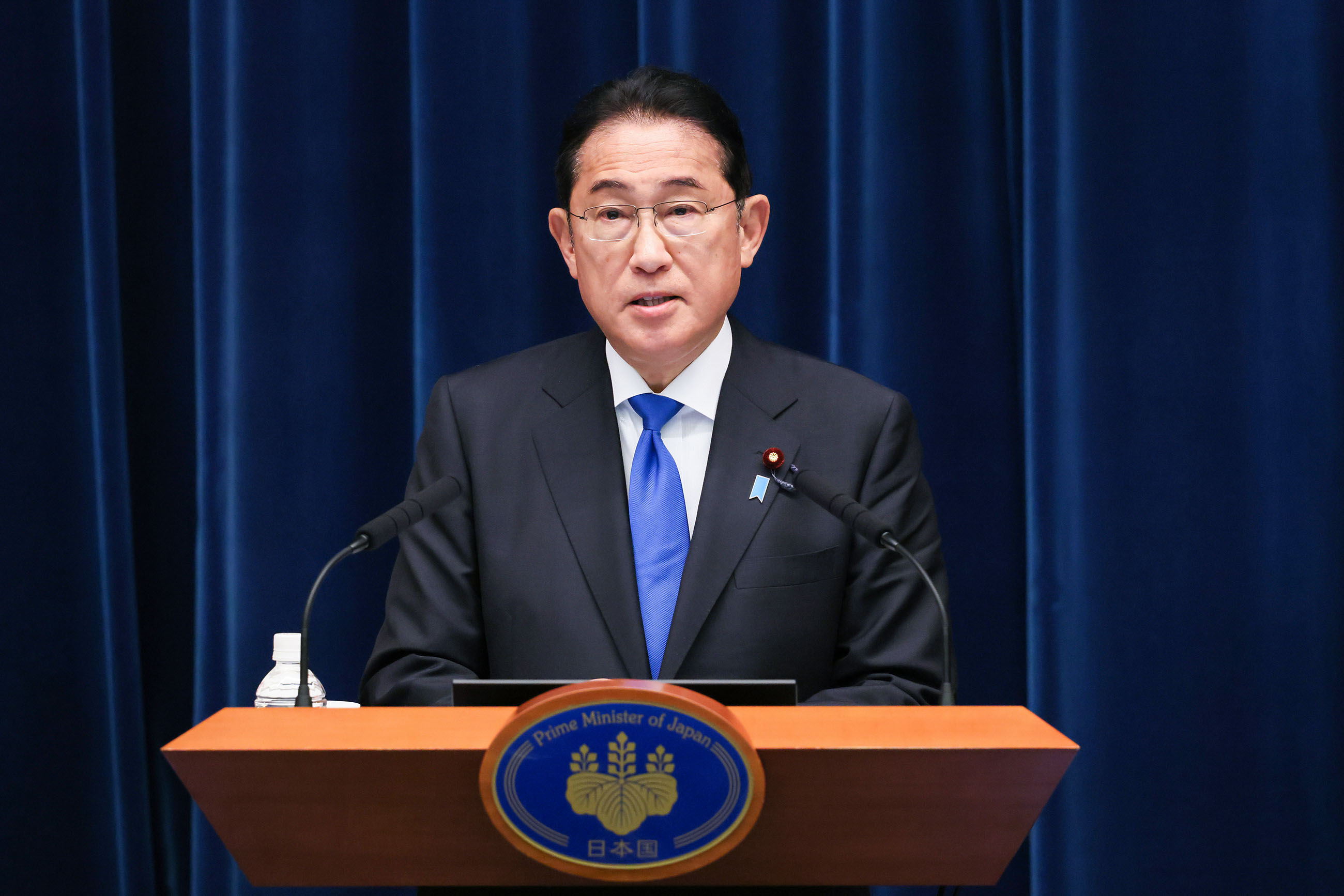
2024年8月14日、総裁選の不出馬を表明する岸田文雄

岸田文雄は2021年10月に首相に就任。直後の衆院選に勝利し、岸田政権は比較的高い支持率を保っていたが、2022年の安倍晋三元首相の銃撃事件後、国葬実施に対する反発に加え、自民党と統一教会の繋がりが取り沙汰され、支持率は大きく低下した。同年8月10日には内閣改造を行ったが、支持率の低下は止まらず、秋の臨時国会では閣僚の更迭も相次いだ。
2023年3月に尹錫悦大韓民国大統領の訪日・5年ぶりの日韓首脳会談や岸田のウクライナへの電撃訪問が行われた後、世論調査で軒並みに支持率が回復した。しかし同年5月には岸田の長男である岸田翔太郎総理秘書官の更迭問題で支持率は再び低下に転じた。マイナンバーカードのトラブル問題が追い打ちをかけ、支持率はさらに落ち込んだ。
同年9月13日に再び内閣改造が行われた。女性閣僚の割合が高いことで注目されたが、支持率は概ね横ばいか微増に留まった。
12月に入ると政治資金パーティーの裏金問題が表面化し、裏金を受け取った閣僚など政務三役（主に安倍派）を内閣改造からわずか3か月で事実上更迭。しかし支持率はさらに低下、自民党の政権復帰以後で最低水準となった。
2024年に入っても状況は変わらず、裏金問題の調査結果に基づき、4月に離党勧告を含めた党内処分を行ったが、世論調査で自公政権継続と政権交代を望む意見が拮抗し、自民党内からも岸田の退陣を望む声が出た。同月、処分発表直後に行われた統一補欠選挙では裏金問題などが響き、2選挙区で公認候補者を擁立できず、唯一候補者を擁立した衆議院島根1区でも敗れて事実上全敗を喫し、同年7月7日、東京都知事選挙と同日に行われた東京都議会議員補欠選挙でも候補者を擁立した8選挙区中6選挙区で敗北、次期衆院選や翌年の参院選へ向けて、党勢の立て直しが喫緊の課題となりつつあった。
そのような中、総裁選への対応が注目されていた岸田は8月14日に首相官邸で記者会見を開き、次期総裁選に立候補せず、任期満了をもって首相・総裁を退任することを表明した。
裏金問題から発展した派閥の解散により、派閥による締め付けが緩んだことから、若手・中堅議員を含む10人超が総裁選への出馬の意向を明言。候補者が多数となる見通しとなった。

## 争点
- 派閥裏金事件をはじめとする政治とカネの問題の実態解明。
- 旧統一教会（世界平和統一家庭連合）との関係。
- 選択的夫婦別姓導入の是非。
- 金融所得課税強化の是非。
- 衆議院解散・総選挙の時期[27]。
- 物価高対策を含む経済政策[28]。
- 労働市場の流動化に向けた解雇規制緩和の是非[29]。
- マイナンバーカードと健康保険証を一体化した「マイナ保険証」への移行に伴う現行の保険証の廃止時期の見直しの是非[30]。

## 選挙データ

### 総裁
- 選挙時：岸田文雄（第27代）
- 選挙後：石破茂（第28代）

### 告示日
- 2024年（令和6年）9月12日[31]

### 投開票日
- 2024年（令和6年）9月27日[31]

### 有権者
| 種別             | 人数  |
| ---------------- | ----- |
| 党所属衆議院議員 | 254人 |
| 党所属参議院議員 | 114人 |
| 党員票           | 368人 |
| 合計             | 736人 |

※党員票は、全国の党員・党友105万5839人（9月11日現在）による投票結果を基に、都道府県ごとに集計され、ドント方式で各候補に配分される。
※決選投票は、1回目の投票の上位2名のいずれかに投票。選挙人は、党所属国会議員368人に加え、各都道府県連1人ずつの47人で、合計415人。

### 選挙管理委員会
委員長
- 逢沢一郎

委員長代理
- 中谷元

委員
- 今村雅弘
- 奥野信亮
- 宮下一郎
- 丹羽秀樹
- 黄川田仁志
- 中川郁子
- 野村哲郎
- 片山さつき
- 赤松健

### キャッチフレーズ
時代は誰を求めるか？ THE MATCH

### 日程
- 9月12日
  - 告示・候補者推薦届出受付
  - 所見発表演説会（自民党本部）
- 9月13日
  - 候補者共同記者会見（自民党本部）
- 9月14日
  - 日本記者クラブ主催 公開討論会（日本プレスセンター）
  - 選管主催演説会（愛知県名古屋市）
- 9月15日
  - 選管主催演説会（福島県福島市）
- 9月16日
  - 党青年局・女性局主催公開討論会（石川県金沢市）
- 9月17日
  - 選管主催演説会（沖縄県那覇市）
- 9月18日
  - 選管主催演説会（愛媛県松山市・大阪府大阪市）
- 9月19日
  - 選管主催演説会（東京都内）
- 9月20日
  - 選管主催演説会（島根県松江市）
- 9月22日～9月24日
  - 国民の声に応える政策討論会（自民党公式YouTubeチャンネルにて生中継）
- 9月26日
  - 党員投票締切
- 9月27日
  - 臨時党大会（自民党本部）
    - 議員投票及び開票、党員投票の開票

## 候補者
以下に表示する派閥のうち、告示日までに総務省に解散届を提出したものについては「元」と表示し、所属していた者は「無派閥」とする。

### 立候補者
届け出順。
| 肖像 | 立候補者名 | 年齢 | 派閥                      | 現職                          | 出馬表明日    | キャッチフレーズ                                            | 立候補歴                                | 外部リンク等 |
| ---- | ---------- | ---- | ------------------------- | ----------------------------- | ------------- | ----------------------------------------------------------- | --------------------------------------- | ------------ |
|      | 高市早苗   | 63   | 無派閥                    | 衆議院議員（9期・奈良2区）    | 2024年9月9日  | 日本列島を、強く豊かに。 サナエあれば、憂いなし。           | 2回目（2021年）                         | 特設サイト   |
|      | 小林鷹之   | 49   | 志帥会（二階派）          | 衆議院議員（4期・千葉2区）    | 2024年8月19日 | 自民党は生まれ変わる。 世界をリードする国へ。               | 初                                      | 特設サイト   |
|      | 林芳正     | 63   | 無派閥 元宏池会（岸田派） | 衆議院議員（1期・山口3区）    | 2024年9月3日  | 人にやさしい政治                                            | 2回目（2012年）                         | 特設サイト   |
|      | 小泉進次郎 | 43   | 無派閥                    | 衆議院議員（5期・神奈川11区） | 2024年9月6日  | 決着 新時代の扉をあける                                     | 初                                      | 特設サイト   |
|      | 上川陽子   | 71   | 無派閥 元宏池会（岸田派） | 衆議院議員（7期・静岡1区）    | 2024年9月11日 | 日本の新しい景色 一緒に創りませんか                         | 初                                      | 特設サイト   |
|      | 加藤勝信   | 68   | 平成研究会（茂木派）      | 衆議院議員（7期・岡山5区）    | 2024年9月10日 | 協創「新しい日本」                                          | 初                                      | 特設サイト   |
|      | 河野太郎   | 61   | 志公会（麻生派）          | 衆議院議員（9期・神奈川15区） | 2024年8月26日 | 国民と向き合う心。世界と渡り合う力。 有事の今こそ、河野太郎 | 3回目（2009年・2021年）                 | 特設サイト   |
|      | 石破茂     | 67   | 無派閥 水月会（石破G）    | 衆議院議員（12期・鳥取1区）   | 2024年8月24日 | 日本の未来を守り抜く                                        | 5回目（2008年・2012年・2018年・2020年） | 特設サイト   |
|      | 茂木敏充   | 68   | 平成研究会（茂木派）      | 衆議院議員（10期・栃木5区）   | 2024年9月4日  | 経済再生を実行へ。                                          | 初                                      | 実行プラン   |

### 推薦人
衆参別五十音順。
推薦人代表
- 中曽根弘文

選挙責任者
- 石川昭政

推薦人
- 小林茂樹
- 杉田水脈
- 鈴木淳司
- 関芳弘
- 高鳥修一
- 谷川とむ
- 土井亨
- 中村裕之
- 古屋圭司
- 三ッ林裕巳
- 若林健太
- 赤池誠章
- 有村治子
- 衛藤晟一
- 古庄玄知
- 佐藤啓
- 西田昌司
- 堀井巌
- 山田宏

推薦人代表
- 松本洋平

選挙責任者
- 山田賢司

推薦人
- 石井拓
- 岩田和親
- 江崎鐡磨
- 大野敬太郎
- 鬼木誠
- 勝目康
- 熊田裕通
- 斎藤洋明
- 塩崎彰久
- 高木宏壽
- 武部新
- 田野瀬太道
- 中川貴元
- 中曽根康隆
- 本田太郎
- 松本尚
- 務台俊介
- 友納理緒
- 豊田俊郎

推薦人代表
- 田村憲久

選挙責任者
- 江藤拓

推薦人
- 石橋林太郎
- 石原宏高
- 金子俊平
- 金子容三
- 古賀篤
- 後藤茂之
- 西田昭二
- 渡辺孝一
- 足立敏之
- 越智俊之
- 古賀友一郎
- 小林一大
- 小鑓隆史
- 櫻井充
- 藤木眞也
- 古川俊治
- 星北斗
- 山本啓介

推薦人代表
- 鷲尾英一郎

選挙責任者
- 小倉將信

推薦人
- 赤間二郎
- 大串正樹
- 加藤鮎子
- 小寺裕雄
- 小林史明
- 武村展英
- 田中良生
- 辻清人
- 野田聖子
- 長谷川淳二
- 古川直季
- 穂坂泰
- 星野剛士
- 山田美樹
- 山本有二
- 朝日健太郎
- 阿達雅志
- 三原じゅん子
- 三宅伸吾

推薦人代表
- 牧原秀樹

選挙責任者
- 小泉龍司

推薦人
- 井出庸生
- 井林辰憲
- 国光文乃
- 小島敏文
- 仁木博文
- 深澤陽一
- 堀内詔子
- 松島みどり
- 松本剛明
- 盛山正仁
- 山口俊一
- 猪口邦子
- 今井絵理子
- 山東昭子
- 中西祐介
- 牧野京夫
- 森雅子
- 若林洋平

推薦人代表
- 西銘恒三郎

選挙責任者
- 橋本岳

推薦人
- 阿部俊子
- 今枝宗一郎
- 上野賢一郎
- 金田勝年
- 亀岡偉民
- 櫻田義孝
- 中野英幸
- 橋本岳
- 平沼正二郎
- 御法川信英
- 山下貴司
- 石井正弘
- 石田昌宏
- 小野田紀美
- 自見英子
- 羽生田俊
- 比嘉奈津美
- 本田顕子
- 三浦靖

推薦人代表
- 森英介

選挙責任者
- 武見敬三

推薦人
- 秋葉賢也
- 伊藤忠彦
- 井上信治
- 英利アルフィヤ
- 鈴木馨祐
- 田中和徳
- 塚田一郎
- 土田慎
- 永岡桂子
- 長坂康正
- 中西健治
- 牧島かれん
- 武藤容治
- 柳本顕
- 浅尾慶一郎
- 神谷政幸
- 藤川政人
- 船橋利実

推薦人代表
- 岩屋毅

選挙責任者
- 青木一彦

推薦人
- 赤澤亮正
- 泉田裕彦
- 伊東良孝
- 小里泰弘
- 門山宏哲
- 平将明
- 橘慶一郎
- 田所嘉徳
- 谷公一
- 冨樫博之
- 長島昭久
- 細野豪志
- 村上誠一郎
- 八木哲也
- 保岡宏武
- 藤井一博
- 舞立昇治
- 山田俊男

推薦人代表
- 新藤義孝

選挙責任者
- 梶山弘志

推薦人
- 東国幹
- 上田英俊
- 大西英男
- 笹川博義
- 新谷正義
- 鈴木憲和
- 鈴木隼人
- 高見康裕
- 古川康
- 宮崎政久
- 簗和生
- 山本左近
- 上野通子
- 臼井正一
- 加藤明良
- 高橋克法
- 永井学
- 山本佐知子

推薦人 旧派閥別数
| 候補者 | 高市早苗 | 小林鷹之 | 林芳正 | 小泉進次郎 | 上川陽子 | 加藤勝信 | 河野太郎 | 石破茂 | 茂木敏充 |
| ------ | -------- | -------- | ------ | ---------- | -------- | -------- | -------- | ------ | -------- |
| 安倍派 | 14       | 4        | 1      | 1          | 2        | 4        | 0        | 0      | 3        |
| 麻生派 | 2        | 4        | 0      | 1          | 9        | 1        | 18       | 0      | 2        |
| 茂木派 | 0        | 0        | 0      | 0          | 1        | 6        | 1        | 1      | 14       |
| 岸田派 | 0        | 1        | 15     | 2          | 5        | 0        | 0        | 0      | 0        |
| 二階派 | 2        | 5        | 0      | 2          | 2        | 5        | 1        | 4      | 0        |
| 森山派 | 0        | 2        | 0      | 0          | 0        | 1        | 0        | 1      | 0        |
| 石破G  | 0        | 0        | 0      | 0          | 0        | 0        | 0        | 7      | 0        |
| 無派閥 | 2        | 4        | 4      | 14         | 1        | 3        | 0        | 7      | 1        |

### 立候補を断念した人物
衆議院での当選回数順。同数の者は五十音順。
- 岸田文雄 - 無派閥。元宏池会。衆議院議員10期。現職。再選の意欲を示していたが、2024年8月14日、記者会見で出馬しないことを表明した[67]。
- 野田聖子 - 無派閥。衆議院議員10期。2024年8月以降、講演[68]や記者会見[69]で出馬の意欲を示していたが、9月10日、推薦人が確保できなかったため出馬を断念[70]、小泉の支持に回る方針を決めた[71]。
- 齋藤健 - 無派閥。衆議院議員5期。2024年8月15日、記者会見で出馬の意欲を示したが[72]、9月11日、推薦人が確保できなかったため出馬を断念[73]、告示後、小泉陣営に合流した[74]。
- 青山繁晴 ‐ 無派閥。参議院議員2期。2023年以来、自身のYouTubeチャンネル[75]や記者会見[76]で出馬の意欲を示していたが、推薦人が確保できなかったため告示日に立候補を届け出なかった[77]。

### 党内の動き
岸田が総裁選の不出馬を表明した8月14日以降、立候補を巡る動きが活発化した。8月19日に若手・中堅議員を中心に支持を集める小林鷹之が全候補者の中で最初に出馬を正式に表明した後、24日に石破茂、26日に河野太郎、9月3日に林芳正、4日に茂木敏充、6日に小泉進次郎、9日に高市早苗、10日に加藤勝信、11日に上川陽子が出馬表明をすることとなった。

### 派閥の動き

#### 安倍派
安倍派は5人衆が処分された結果、9候補全員に支持議員が分かれるなど、派として足並みをそろえることは困難になった。推薦人では14人の高市を除き、多くの陣営が裏金問題の中心である安倍派議員を極力少なくするなど「見栄え」を意識した動きが広まった。

#### 麻生派
唯一存続の方針を決めている麻生派からは河野が出馬しているが、他の陣営を支持する動きもあることから一本化はせず自主投票となった。河野の支持議員の大半は麻生派となった。会長の麻生太郎は当初河野を支持したが、有力候補とされる小泉、石破を落とすために高市の支持に回った。また当初より決選投票では派として行動を一致することを決めていたが、高市を支援するよう派閥議員に指示を出した。副会長の山口俊一は外相の公務もあり推薦人集めに難航していた上川の推薦人となった。また、他の麻生派議員を引き入れることにより、結果的に推薦人の約半数が麻生派となり、上川出馬に大きな役割を果たした。

#### 茂木派
政治団体を解散して政策集団として存続させる方針の茂木派は会長の茂木が出馬し、半数以上が茂木支持に回った。

#### 旧岸田派
岸田派の林が立候補の表明をした3日に派閥の解散届を提出し、正式に消滅した。派閥自体は存在しないものの、林の推薦人の大半を固め、約8割が林の支援・支持に回った。女性議員ら一部は同じく岸田派の上川の推薦人となった。

#### 二階派
二階派からは小林が出馬しているが、小林自身、脱派閥を旗印としているほか、推薦人や支持動向も各陣営に散らばっているため、まとまった動きは見られない。

#### 旧森山派
4月に正式に解散した森山派は支援・支持は各陣営に散らばった。

## 各候補者への支援・支持
※日本テレビおよびNNN系列調べ（推薦人を除く）。
- 石川昭政[90]
- 小田原潔
- 田中英之
- 高木啓
- 尾崎正直
- 加藤竜祥
- 滝沢求

- 和田義明
- 津島淳[93]
- 福田達夫
- 大塚拓
- 細田健一
- 根本幸典
- 小森卓郎
- 藤原崇
- 鈴木英敬
- 森由起子
- 山田賢司
- 宗清皇一
- 吉田真次
- 清水真人
- 青山周平
- 岩本剛人
- 甘利明[94]
- 松川るい
- 田畑裕明
- 岸信千世
- 浜田靖一

- 森屋宏[95]
- 馬場成志[96][97]
- 金子恭之[97]
- 根本匠
- 畦元将吾
- 磯﨑仁彦
- 石田真敏
- 平井卓也
- 金子俊平
- 藤木眞也
- 吉井章
- 藤丸敏
- 石橋林太郎
- 武井俊輔
- 葉梨康弘
- 西田昭二
- 國場幸之助
- 小野寺五典
- 松山政司
- 寺田稔
- 宮沢洋一
- 古賀友一郎
- 石原正敬
- 星北斗

- 菅義偉[98]
- 長谷川岳
- 佐藤勉
- 上月良祐
- 宮内秀樹
- 島尻安伊子
- 木村次郎
- 中根一幸
- 坂井学
- 上杉謙太郎
- 武田良太
- 鳩山二郎
- 三谷英弘
- 小倉將信[99]
- 村井英樹
- 西野太亮[97]
- 山本朋広
- 藤井比早之
- 朝日健太郎
- 川崎秀人
- 大岡敏孝→野田陣営から合流
- 宮路拓馬→野田陣営から合流
- 齋藤健→齋藤陣営から合流
- 木原誠二→齋藤陣営から合流
- 古川禎久→齋藤陣営から合流
- 越智隆雄→齋藤陣営から合流
- 神田潤一→齋藤陣営から合流

- 鈴木俊一
- 吉野正芳
- 柘植芳文

- 麻生太郎
- 坂本哲志
- 義家弘介
- 中山展宏
- 瀬戸隆一

- 衛藤征士郎
- 平沢勝栄
- 遠藤利明
- 菅家一郎
- 松下新平

- 船田元
- 渡辺博道
- 平口洋
- 中谷真一
- 井野俊郎
- 野中厚
- 若宮健嗣
- 鈴木貴子[100]
- 五十嵐清
- 山口晋

## 選挙情勢の推移
告示前は、知名度の高さや国民的人気の高さなどから、石破と小泉の決選投票にもつれ込むの見方が広がり、小泉を大本命とする見方もあった。
小泉は議員票で50人超の票を固め、トップを維持し続けたものの、告示後には党員・党友や自民党支持層を対象に行われた世論調査でポイントを減らし、石破や高市に次ぐ3位に転落した。一方で高市はポイントを大きく伸ばし、トップ争いに食い込む展開となった。これにより、高市、小泉、石破の3人による三つ巴の争いになるとの見方が広がった。
メディアの終盤情勢調査では、議員票は小泉が50人超、小林と林が40人台、茂木が30人強、石破と高市が30人前後、河野が30人弱、上川と加藤が20人超を固めていると報じられた。党員票では石破が地元・鳥取や隣県の島根、東京をはじめ、全国的に優位。小泉も地元の神奈川や愛知などで、高市も地元の奈良を中心とした関西圏で支持を広げていて、地方票もこの3人を軸とした争いとなった。

### 各メディアの情勢調査
9月12日の告示以降のメディア各社の情勢報道の内容は以下の通り。
1. 9月13日
  - 日本テレビ[109]
    - 自民党の党員・党友だと答えた人にたずねたところ、石破が25％、高市が22％、小泉が19％、上川が9％、小林・林が5％、河野・茂木が3％、加藤が1％。「まだ決めていない・わからない」は9％。
    - 議員票は、小林が39人、林が36人、小泉が33人、茂木が30人、石破が25人、河野が25人、高市が23人、上川が23人、加藤が21人、支持を明確にしていない議員は100人ほど。
    - 議員票、党員・党友票ともに過半数を獲得する候補はいない見通しで、1回目の投票で過半数を得る候補者はおらず、上位2人による決選投票となることが確実。選挙戦は、石破・高市・小泉を軸に進む情勢。態度を決めていない人がおり、情勢は大きく変わる可能性あり。
2. 9月15日
  - テレビ朝日[110]
    - 議員票では、小泉が50人超の支持を集め先行。小林は中堅・若手を中心に40人超が支持。石破・高市は30人前後の支持。林・茂木はそれぞれ出身派閥から一定のまとまった支持を取り付け。河野・上川・加藤は推薦人20人からの上積みを目指す。約80人の動向が分からず、情勢が変わる可能性あり。

  - 時事通信[111]
    - 議員票は、小泉・小林・林・茂木がそれぞれ1割前後を確保。石破・高市・河野は推薦人20人からの上積みが数人と苦戦。上川・加藤は出遅れ。
    - 地方票は、47都道府県連の幹部を対象にアンケートしたところ、石破が7人、高市が6人、小泉が5人、小林・茂木は2人。上川（静岡）・加藤（岡山）は1人で、いずれも地元県連が名前を挙げた。林・河野は0人。林（山口）、小泉・河野（神奈川）、石破（鳥取）の地元を含む23都府県連が回答しなかった。
3. 9月16日
  - JNN[112]
    - 小泉が50人以上を固め議員票のトップ。小林がこれを追う展開。林・茂木は40人前後を、石破・高市は30人以上を確保。河野がこれに続く。上川・加藤は推薦人20人からほとんど支持が広がらず。40人以上が投票行動を明らかにしておらず、地方票の動向を見て支持を変える議員も一定数いることから、情勢は変わる可能性あり。

  - 共同通信[113]
    - 小泉・高市・石破の3人が先行している。1回目の投票では、どの候補も過半数を獲得できず、上位2人による決選投票となる公算。およそ2割の議員が投票先をまだ決めていないため、情勢はなお流動的。
    - 自民支持層に尋ねたところ、高市が最多の27.7％で、石破23.7％、小泉19.1％が続いた。4位以下は林6.3％、小林5.2％、上川5.1％、河野3.8％、茂木1.8％、加藤1.7％。
4. 9月17日
  - FNN[114]
    - 議員票は、小泉が50人前後の支持を固めトップ。次いで小林が40人台、茂木・林が30人台後半、石破・高市は30人前後、河野は25人前後で、上川・加藤は20人台前半と伸び悩み。80人ほどの動向は不明。激戦で議員票では大差が付きにくい情勢。
    - 議員票、党員票それぞれの動向を合わせると、小泉・石破・高市の3人が競り合う情勢で、上位2人が決選投票で争う公算大。

  - 朝日新聞[115]。
    - 議員票は小泉がトップに立つものの、分散。地方票を合わせた1回目の投票で過半数を得そうな候補はなく、上位2人の決選投票がほぼ確実な情勢。議員の約2割が未定・無回答で、情勢は流動的。
5. 9月20日
  - 日本経済新聞[116]
    - 小泉・石破・高市が競り合っている。上位2人が決選投票で争う可能性が高い。

  - 産経新聞[117]
    - 小泉が無派閥を中心に、議員票368票のうち58票の支持を固めて優位。菅義偉らに近い無派閥を中心に安倍派や二階派、旧岸田派などから幅広く支持を集めている。2位には46票を固めた小林。半数近くが安倍派で、衆院当選4回以下の中堅・若手も多い。3位は林で、所属していた旧岸田派の7割超を固めて40票。石破は無派閥や二階派、安倍派の議員らが支えるが、4位の34票と広がりを欠く。茂木は茂木派の約6割の支持を集め、33票で5位。高市は安倍派議員を中心に31票で6位と低迷。麻生派の河野は派内の支持が約4割にとどまり26票と苦戦。上川と加藤は23票と伸び悩む。
    - 党員票について、14～15日に実施した世論調査で「自民支持層」の支持を基に試算すると、29・4％の小泉が109票でトップ。石破89票、高市60票、河野19票、林14票、小林・上川13票、茂木11票、加藤1票。
    - 合算すると、小泉167票、石破123票、高市91票で、このうち上位2人の決選投票となる公算が大きい。党員票は、世論調査の自民支持層で試算しており、実際の動向と異なる可能性がある。
6. 9月21日
  - テレビ朝日[118]
    - 議員票は、小泉が60人前後とリード。小林は中堅・若手を中心に50人近くを集め、林は旧岸田派の議員を中心に40人を超える支持。茂木・石破・高市は30人から40人ほど。河野・上川・加藤は推薦人20人からの上積みを目指すも伸び悩み。およそ50人の動向が分からず、情勢が変わる可能性あり。

  - 毎日新聞[119]
    - 議員票は20日現在、小泉が50人超でトップに立ち、小林が約45人、林が40人超で追う展開。分散しており、党員・党友票と合わせた1回目の投票では決まらず、決選投票に持ち込まれるのはほぼ確実な情勢。約2割は未定または不明で、最終盤に向けて支持する候補を変更する議員も一定数いるとみられ、情勢は流動的。
7. 9月22日
  - 日本テレビ[103]
    - 自民党の党員・党友を対象にたずねたところ、石破が31％、高市が28％、小泉が14％。「まだ決めていない・わからない」は6％。この結果を党員・党友票に換算すると、368票のうち、石破が121票程度、高市氏は110票ほど、小泉は54票ほどを獲得する情勢。
    - 議員票は、小泉が50台なかば、石破は40票弱、高市は30票超を獲得する情勢。態度不明の議員は45人ほど。
    - 党員・党友票と議員票を合わせると、石破が全体のおよそ22％の160票程度を獲得し、1位となる情勢。2位の高市は140票を超える見通しで、3位の小泉が110票弱で追いかける展開。上位3人が4位以下を大きくリードしている一方、誰も過半数には届かない見通しで、このうち2人による決選投票となることがほぼ確実な情勢。議員でも、党員・党友でも、態度を決めていない人がいるなど、情勢は変わる可能性あり。
8. 9月23日
  - NHK[120]
    - 議員368人のうち、小泉50人、小林・林が40人、高市・茂木・石破が30人以上、上川・河野・加藤がおよそ20人をそれぞれ確保。およそ70人は未定。
    - 党員票は石破がやや先行、石破・小泉・高市の上位3人が自身や支援を受ける議員の地元を中心に幅広く支持を集め、全体の6割程度を占める見込み。
    - 議員票と党員票をあわせると小泉・石破・高市による混戦。1回目の投票でいずれも過半数を獲得できず決選投票にもつれ込むことが確実な情勢。
9. 9月24日
  - 毎日新聞[121]
    - 地方票は石破が100票近くでトップに立ち、小泉が約80票、高市が約70票。石破は地元・鳥取や島根などで優勢が見込まれるほか、全国で幅広く支持を広げている。小泉は地元・神奈川や愛知などの都市圏で支持を集める。高市は地元・奈良のほか、福井や香川などで優位な状況とみられる。
    - 議員票と合わせて試算すると、1回目の投票では、小泉と石破が激しく競り合い、わずかの差で高市が追う展開となる可能性。いずれも過半数には届かず、上位2人による決選投票に持ち込まれる公算が大。小林・林らが上位をうかがいそう。議員の2割近くは支持候補が未定または不明で、情勢は流動的。
10. 9月25日
  - 読売新聞[122]
    - 議員の支持動向調査では、小泉が54人、小林が42人、林が39人、茂木が35人、高市が31人、石破が28人、河野が25人、上川が23人、加藤が21人。「未定」「未回答」は70人。
    - 石破・高市・小泉が激しく競り合う構図が続いており、上位2人の決選投票となるのは確実な情勢。

  - 共同通信[123]
    - 地方票では、石破が東京など大票田を中心に満遍なく票を固めトップ。保守的な政策を重視する支持層から支持を集める高市が続き、小泉が追う展開とみられ、他の6人を大きく引き離している。議員票は、小泉が50人強を固めてリード。
    - 石破・高市・小泉が激しく競り合う構図。混戦で、1回目の投票で過半数を獲得できず、上位2人による決選投票が確実な情勢。態度未定の議員は40人以上おり、流動的要素は残る。

  - FNN[108]
    - 議員票では、小泉が60人前後、石破と高市が40人前後まで積み上げ、ほかの候補をリード。
    - 党員票では、東京や島根などを中心に全国的に支持を広げた石破がトップ。
    - 議員票と党員票を合わせると、石破・高市・小泉の激しい争いで、このうち2人が決選投票に進む公算大。
11. 9月26日
  - JNN[107]
    - 議員票は、小泉が60人前後の支持を固めトップ。小林・林が40人超を固めて追う展開。茂木は40人前後、石破・高市は35人前後を確保。河野は25人前後、上川・加藤は20人台と伸び悩み。およそ40人が投票行動を明らかにしておらず、各陣営による「引き剥がし」の動きも。
    - 地方票は、石破は地元・鳥取や東京をはじめ、全国的に優位。小泉も地元の神奈川などで、高市も地元の奈良を中心とした関西圏で支持を広げていて、地方票もこの3人を軸とした争い。
    - いずれの候補も過半数を獲得できる見通しは立っておらず、石破・高市・小泉のうち2人による決選投票にもつれこむのが確実な情勢。

## 世論調査

### 岸田文雄の不出馬表明後

世論調査を基にした7日間ごとの平均支持率の推移を表したグラフ

| 調査期間                 | 調査会社                 | サンプル サイズ | 石破茂           | 小泉進次郎 | 河野太郎 | 高市早苗 | 上川陽子 | 小林鷹之 | 茂木敏充 | 林芳正 | 加藤勝信 | その他 | わからない、答えない |   |   |   |
| ------------------------ | ------------------------ | --------------- | ---------------- | ---------- | -------- | -------- | -------- | -------- | -------- | ------ | -------- | ------ | -------------------- | - | - | - |
| 調査期間                 | 調査会社                 | サンプル サイズ | 2024年9月21-22日 | テレビ朝日 | 1,012    | 31       | 20       | 5        | 15       | 5      | 3        | 2      | 3                    | 1 | – | – |
| 2024年9月15-16日         | 共同通信                 | N/A             | 23.7             | 19.1       | 3.8      | 27.7     | 5.1      | 5.2      | 1.8      | 6.3    | 1.7      | –      | –                    |   |   |   |
| 2024年9月14-15日         | 産経新聞・FNN            | N/A             | 25.6             | 21.9       | 4.6      | 12.5     | 5.5      | 3.0      | 1.6      | 3.5    | 0.2      | –      | 21.6                 |   |   |   |
| 2024年9月14-15日         | 選挙ドットコム・JX通信   | 1,992           | 31.0             | 17.0       | 3.6      | 16.7     | 7.0      | 3.1      | 1.7      | 4.5    | 0.6      | –      | –                    |   |   |   |
| 2024年9月14-15日         | 読売新聞                 | N/A             | 26               | 16         | 3        | 25       | 6        | 6        | 2        | 5      | 1        | –      | 9                    |   |   |   |
| 2024年9月14-15日         | 朝日新聞                 | N/A             | 32               | 24         | 3        | 17       | 3        | 3        | 1        | 4      | 0        | –      | –                    |   |   |   |
| 2024年9月13-15日         | 読売新聞・NNN            | 1,040           | 27               | 21         | 6        | 16       | 6        | 3        | 2        | 5      | 1        | 8      | 12                   |   |   |   |
| 2024年9月13-15日         | 日本経済新聞・テレビ東京 | 902             | 26               | 20         | 5        | 16       | 6        | 3        | 2        | 5      | 1        | –      | –                    |   |   |   |
| 2024年9月12日            | 日本テレビ・JX通信       | 1,022           | 25               | 19         | 3        | 22       | 9        | 5        | 3        | 5      | 1        | –      | 9                    |   |   |   |
| 2024年9月12日 総裁選告示 |                          |                 |                  |            |          |          |          |          |          |        |          |        |                      |   |   |   |
| 2024年9月7-8日           | JNN                      | 1,011           | 23.1             | 28.5       | 6.4      | 9.2      | 6.1      | 2.8      | 2.1      | 1.8    | 0.5      | 3.6    | 15.9                 |   |   |   |
| 2024年9月6-9日           | 時事通信                 | N/A             | 24.2             | 25.5       | 4.9      | 8.5      | 2.1      | 2.9      | 1.4      | 1.4    | 0.3      | –      | 27.8                 |   |   |   |
| 2024年9月6-8日           | NHK                      | 1,220           | 27.8             | 22.6       | 6.1      | 9.3      | 4.2      | 3.6      | 1.7      | 1.9    | 0.7      | 10.3   | 11.8                 |   |   |   |
| 2024年9月3-4日           | 日本テレビ               | 1,019           | 28               | 18         | 3        | 17       | 7        | 5        | 2        | 4      | 2        | 7      | 10                   |   |   |   |
| 2024年8月31日-9月1日     | 選挙ドットコム           | 1,000           | 16.5             | 11.6       | 4.3      | 7.5      | 2.9      | 1.3      | 0.7      | 0.7    | 0.2      | 3.7    | 50.6                 |   |   |   |
| 2024年8月24-25日         | 朝日新聞                 | 1,058           | 21               | 21         | 6        | 8        | 6        | 5        | 2        | 1      | 1        | 1      | 28                   |   |   |   |
| 2024年8月24-25日         | ANN                      | 1,015           | 27               | 23         | 6        | 9        | 6        | 6        | 1        | 1      | –        | 1      | 19                   |   |   |   |
| 2024年8月24-25日         | 毎日新聞                 | N/A             | 29               | 16         | 5        | 13       | 6        | 7        | 1        | 1      | 1        | 1      | 20                   |   |   |   |
| 2024年8月24-25日         | 産経新聞・FNN            | N/A             | 21.6             | 22.4       | 7.7      | 10.8     | 4.2      | 3.6      | 1.3      | 1.0    | 0.6      | 3.1    | 23.7                 |   |   |   |
| 2024年8月23-25日         | 読売新聞・NNN            | 1,056           | 22               | 20         | 7        | 10       | 6        | 5        | 2        | 1      | 1        | 1      | 25                   |   |   |   |
| 2024年8月21-22日         | 日本経済新聞・テレビ東京 | N/A             | 18               | 23         | 7        | 11       | 6        | 8        | 1        | 2      | 1        | 2      | –                    |   |   |   |
| 2024年8月17-19日         | 共同通信                 | N/A             | 25.3             | 19.6       | 9.7      | 10.1     | 7.6      | 3.7      | –        | –      | –        | –      | –                    |   |   |   |
| 2024年8月17-18日         | 選挙ドットコム・JX通信   | N/A             | 29.1             | 14.7       | 5.8      | 12.6     | 6.2      | 5.7      | 2.0      | –      | –        | 7.6    | 16.4                 |   |   |   |

### 岸田文雄の不出馬表明前

世論調査を基にした7日間ごとの平均支持率の推移を表したグラフ

| 調査期間          | 調査会社                       | サンプル サイズ | 石破茂         | 小泉進次郎 | 河野太郎 | 高市早苗 | 菅義偉 | 上川陽子 | 岸田文雄 | 野田聖子 | 茂木敏充 | その他 | わからない、答えない |     |   |      |
| ----------------- | ------------------------------ | --------------- | -------------- | ---------- | -------- | -------- | ------ | -------- | -------- | -------- | -------- | ------ | -------------------- | --- | - | ---- |
| 調査期間          | 調査会社                       | サンプル サイズ | 2024年8月3-4日 | JNN        | 1,010    | 23.1     | 14.5   | 7.1      | 7        | 4.8      | 6.9      | 6.4    | 0.7                  | 0.9 | 2 | 26.6 |
| 2024年7月26-28日  | 日本経済新聞・テレビ東京       | 792             | 24             | 15         | 5        | 8        | 5      | 6        | 6        | 2        | 1        | 4      | 24                   |     |   |      |
| 2024年7月20-21日  | 産経新聞・FNN                  | 1,033           | 24.7           | 12.1       | 7.0      | 7.5      | 5.4    | 4.8      | 4.1      | 1.4      | 0.9      | 1.7    | 30.4                 |     |   |      |
| 2024年7月20-21日  | 共同通信                       | 1,035           | 28.4           | 12.7       | 9        | 10.4     | –      | 8.2      | 7.5      | 1.1      | 2.5      | 2.5    | 17.7                 |     |   |      |
| 2024年7月20-21日  | SSRC                           | 2,044           | 17             | 12         | 4        | 7        | 7      | 5        | 6        | –        | –        | 9      | 33                   |     |   |      |
| 2024年7月19-21日  | 読売新聞                       | 1,031           | 25             | 15         | 8        | 6        | 6      | 4        | 6        | 2        | 1        | 2      | 25                   |     |   |      |
| 2024年7月13-14日  | ANN                            | 1,012           | 27             | 18         | 6        | 6        | 4      | 6        | 4        | 2        | 1        | 2      | 24                   |     |   |      |
| 2024年7月6-7日    | JNN                            | 1,021           | 24             | 16.6       | 9.3      | 5.8      | 5.8    | 4.9      | 2.7      | 1.4      | 0.9      | 3.1    | 25.5                 |     |   |      |
| 2024年6月22-23日  | SSRC                           | 2,043           | 18             | 11         | 5        | 5        | 7      | 5        | 5        | –        | –        | 9      | 35                   |     |   |      |
| 2024年6月22-23日  | 毎日新聞                       | 1,057           | 20             | 7          | 5        | 9        | 6      | 8        | 5        | –        | 1        | –      | 39                   |     |   |      |
| 2024年6月22-23日  | 共同通信                       | 1,056           | 26.2           | 12.1       | 7.8      | 6.8      | –      | 7.8      | 6.6      | 2.4      | 2.4      | 2.8    | 25.1                 |     |   |      |
| 2024年6月21-23日  | 読売新聞                       | 1,023           | 23             | 15         | 6        | 7        | 8      | 6        | 6        | 3        | 1        | 3      | 22                   |     |   |      |
| 2024年6月15-16日  | 選挙ドットコム・Gunosyリサーチ | 1,000           | 13.6           | 5.8        | 6.5      | 6.7      | –      | 3.3      | 3.2      | –        | 0.4      | 6.6    | 53.9                 |     |   |      |
| 2024年6月15-16日  | 選挙ドットコム・JX通信         | 984             | 23.2           | 9.9        | 4.8      | 8.5      | –      | 8.6      | 7.8      | –        | 0.9      | 10.4   | 25.9                 |     |   |      |
| 2024年6月15-16日  | 産経新聞・FNN                  | 1,013           | 16.4           | 14.6       | 8.4      | 6.3      | 5.8    | 5.6      | 4.3      | 0.9      | 0.4      | 2      | 35.3                 |     |   |      |
| 2024年6月15-16日  | ANN                            | 1,026           | 23             | 18         | 8        | 6        | 5      | 7        | 3        | 3        | 1        | 1      | 25                   |     |   |      |
| 2024年5月18-19日  | ANN                            | 1,045           | 23             | 18         | 7        | 6        | 5      | 9        | 4        | 1        | 1        | 1      | 25                   |     |   |      |
| 2024年5月17-19日  | 読売新聞                       | 1,033           | 22             | 16         | 10       | 7        | 6      | 7        | 4        | 1        | 2        | 4      | 21                   |     |   |      |
| 2024年5月4-5日    | JNN                            | 1,013           | 24.2           | 14.1       | 8.4      | 6.1      | 7      | 7.8      | 4.5      | 1.8      | 0.3      | 10.5   | 15.3                 |     |   |      |
| 2024年4月13-14日  | ANN                            | 1,037           | 21             | 18         | 8        | 6        | 5      | 9        | 5        | 2        | 1        | 1      | 24                   |     |   |      |
| 2024年3月22-24日  | 読売新聞                       | 1,020           | 22             | 15         | 8        | 5        | 6      | 9        | 7        | 1        | 1        | 3      | 23                   |     |   |      |
| 2024年3月16-17日  | ANN                            | 1,031           | 22             | 18         | 9        | 6        | 5      | 11       | 4        | 2        | 1        | 1      | 21                   |     |   |      |
| 2024年3月16-17日  | SSRC                           | 2,044           | 17             | 11         | 6        | 6        | 6      | 8        | 3        | –        | –        | 8      | 35                   |     |   |      |
| 2024年3月8-11日   | 時事通信                       | 1,160           | 18.6           | 12.1       | 6.4      | 4.7      | 5.7    | 5.9      | 2.3      | 0.9      | 0.4      | 2.6    | 40.4                 |     |   |      |
| 2024年3月9-10日   | 共同通信                       | 1,043           | 22.2           | 15.4       | 7.9      | 8.3      | –      | 10.8     | 4.9      | 1.8      | 0.9      | 3.3    | 24.5                 |     |   |      |
| 2024年2月24-25日  | ANN                            | 1,034           | 23             | 17         | 9        | 6        | 4      | 11       | 2        | 3        | 1        | 1      | 34                   |     |   |      |
| 2024年2月17-18日  | SSRC                           | 2,043           | 17             | 10         | 7        | 6        | 7      | 10       | 3        | –        | –        | 7      | 33                   |     |   |      |
| 2024年2月17-18日  | 毎日新聞                       | 1,024           | 25             | 9          | 7        | 9        | –      | 12       | 1        | 2        | 1        | –      | 34                   |     |   |      |
| 2024年2月16-18日  | 読売新聞                       | 1,083           | 21             | 17         | 10       | 6        | 4      | 8        | 4        | 2        | 2        | 2      | 12                   |     |   |      |
| 2024年1月26-28日  | 日本経済新聞・テレビ東京       | 969             | 22             | 15         | 10       | 7        | 7      | 5        | 3        | 2        | 2        | 6      | 17                   |     |   |      |
| 2023年12月8-11日  | 時事通信                       | 2,000           | 15             | 16         | 8.8      | 5        | 6.2    | 3.1      | 1.6      | –        | –        | 1      | 40.3                 |     |   |      |
| 2023年11月18-19日 | 朝日新聞                       | 1,086           | 15             | 16         | 13       | 8        | –      | –        | 7        | –        | 1        | 1      | 36                   |     |   |      |
| 2023年11月11-12日 | 産経新聞・FNN                  | N/A             | 18.2           | 16         | 11.9     | 5.4      | 4.2    | 4.3      | 2.5      | –        | –        | 5.2    | 32.3                 |     |   |      |
| 2023年9月23-24日  | ANN                            | 1,018           | 18             | 15         | 14       | 5        | 7      | –        | 5        | 3        | 3        | 3      | 22                   |     |   |      |
| 2023年7月1-8日    | テレビ朝日                     | 2,113           | 15             | 16         | 13       | 5        | 10     | –        | 10       | 2        | –        | 3      | 27                   |     |   |      |
| 2022年12月3-4日   | JNN                            | 1,227           | 11             | –          | 19       | 5        | 7      | –        | 6        | 2        | 2        | 1      | 39                   |     |   |      |
| 2022年11月19-20日 | SSRC                           | 3,069           | 5.9            | 4          | 14.7     | 4.7      | 4.4    | –        | 15.8     | –        | –        | 6.4    | 17                   |     |   |      |
| 2022年9月17-18日  | SSRC                           | 642             | 5.1            | 2.1        | 13.6     | 5.1      | 3.4    | –        | 10.3     | –        | –        | 8      | 20.9                 |     |   |      |

## 選挙結果

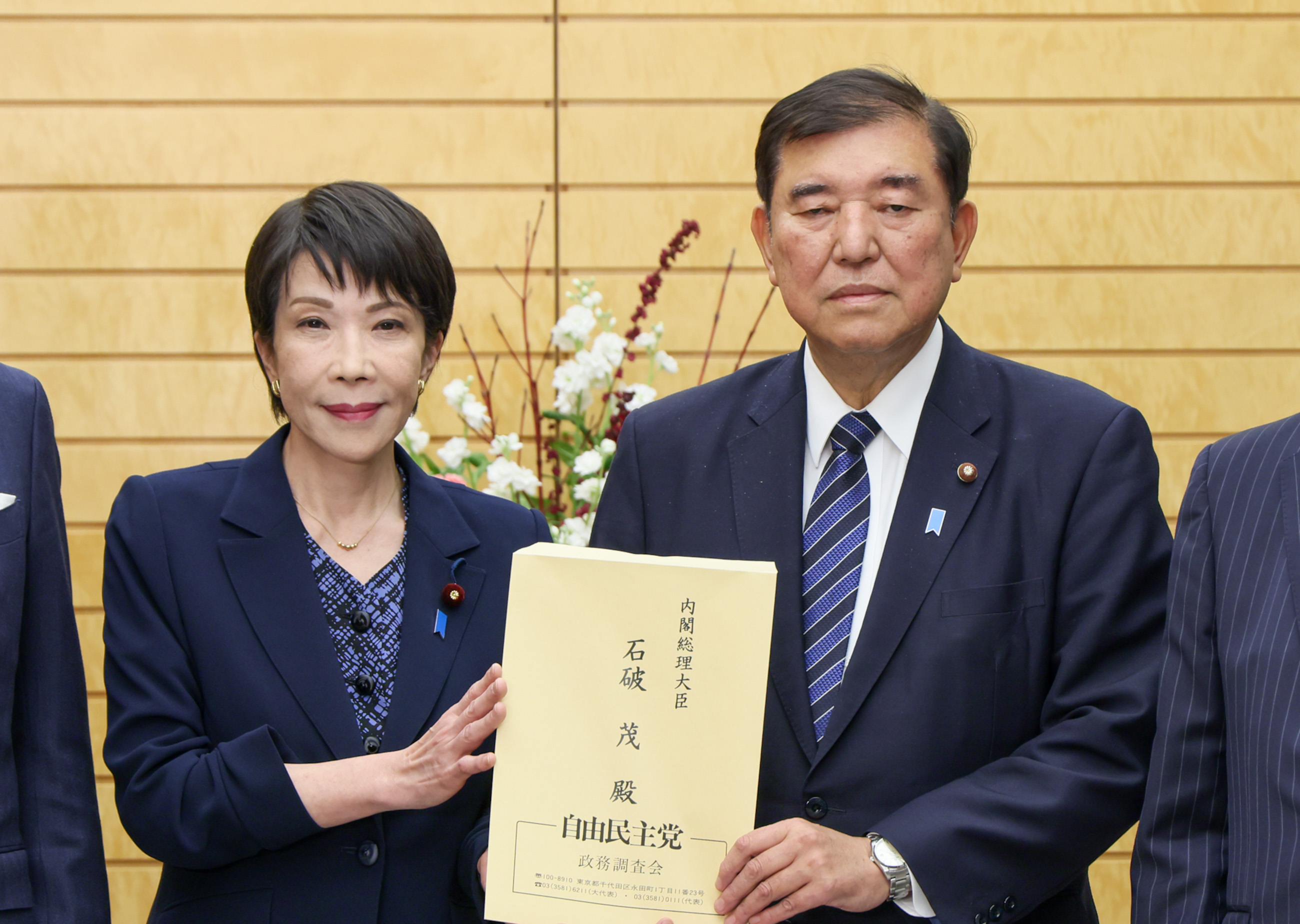
決選投票で争った石破と高市（2024年12月撮影）

2024年9月27日、自民党本部において投開票が行われた。1回目の投票では過半数の368票を獲得した候補者がおらず、得票数1位の高市早苗と2位の石破茂が決選投票に進んだ。投票の結果、215票対194票のわずか21票差で石破が高市を逆転して新総裁に当選した。
1回目の投票で2位になった候補が決選投票で逆転して1位になるのは、2012年の総裁選以来12年振り3回目。12年前の総裁選では決選投票で安倍晋三に逆転されて落選した石破が、今回は決選投票で逆転して当選することとなった。また、最多の議員票を獲得した候補（12年前は石原伸晃、今回は小泉進次郎）が党員・党友票では伸び悩んで3位になったのも12年前の総裁選と同様である。なお、石破の総裁選立候補は今回で5回目であり、初当選までの立候補回数5回は歴代の自民党総裁でも過去最多である。新進党在籍経験者および参院選の合区県の選出議員が選出されるのも初となる。
一方、加藤勝信の議員票は16票で、推薦人20人に自身を加えた21票を下回った。推薦人の内少なくとも5人が他候補に投票したことになり、カツカレー食い逃げとして話題になった。

### 候補者別得票数
| 候補者                                | 第1回投票 | 第1回投票    | 第1回投票    | 第1回投票    | 第1回投票 | 第1回投票 | 決選投票 | 決選投票   | 決選投票 | 決選投票 |
| 候補者                                | 議員票    | 党員・党友票 | 党員・党友票 | 党員・党友票 | 得票数    | 得票率    | 議員票   | 都道府県票 | 得票数   | 得票率   |
| 候補者                                | 議員票    | 得票数       | 配分票       | 得票率       | 得票数    | 得票率    | 議員票   | 都道府県票 | 得票数   | 得票率   |
| ------------------------------------- | --------- | ------------ | ------------ | ------------ | --------- | --------- | -------- | ---------- | -------- | -------- |
| 石破茂                                | 46        | 202,558      | 108          | 29.1%        | 154       | 20.9%     | 189      | 26         | 215      | 51.8%    |
| 高市早苗                              | 72        | 203,802      | 109          | 29.3%        | 181       | 24.6%     | 173      | 21         | 194      | 46.7%    |
| 小泉進次郎                            | 75        | 115,633      | 61           | 16.6%        | 136       | 18.5%     | -        | -          | -        | -        |
| 林芳正                                | 38        | 52,149       | 27           | 7.5%         | 65        | 8.8%      | -        | -          | -        | -        |
| 小林鷹之                              | 41        | 35,501       | 19           | 5.1%         | 60        | 8.2%      | -        | -          | -        | -        |
| 茂木敏充                              | 34        | 26,081       | 13           | 3.7%         | 47        | 6.4%      | -        | -          | -        | -        |
| 上川陽子                              | 23        | 32,899       | 17           | 4.7%         | 40        | 5.4%      | -        | -          | -        | -        |
| 河野太郎                              | 22        | 14,971       | 8            | 2.2%         | 30        | 4.1%      | -        | -          | -        | -        |
| 加藤勝信                              | 16        | 11,942       | 6            | 1.7%         | 22        | 3.0%      | -        | -          | -        | -        |
| 総計                                  | 367       | 695,536      | 368          | 100.00%      | 735       | 100.00%   | 362      | 47         | 409      | 100.00%  |
| 有効投票数 (有効率)                   | 367       | 695,536      | 368          | 99.6%        | 735       | 99.8%     | 362      | 47         | 409      | 98.6%    |
| 無効票・白票数 (無効率)               | 0         | 3,009        | -            | 0.4%         | 0         | 0.2%      | 5        | -          | 5        | 1.2%     |
| 投票者数 (投票率)                     | 367       | 698,545      | 368          | 66.2%        | 735       | 66.2%     | 367      | 47         | 414      | 99.8%    |
| 棄権者数 (棄権率)                     | 1         | 357,294      | -            | 33.8%        | 357,295   | 33.8%     | 1        | -          | 1        | 0.2%     |
| 有権者数                              | 368       | 1,055,839    | 368          | 100.00%      | 736       | 100.00%   | 368      | 47         | 415      | 100.00%  |
| 出典：自民党 党員投票開票結果｜自民党 |           |              |              |              |           |           |          |            |          |          |

※高橋はるみ参院議員(北海道選挙区選出)が、新型コロナウイルス感染のため棄権。

## 選挙後の動き
新総裁に選出された石破は、投開票後に行われた就任記者会見で「能力を最大限発揮できる人事」を行う方針を示した。

### 党役員人事
9月28日に行われた党役員人事では、第1回投票で3位だった小泉を選挙対策委員長に起用。また、菅義偉は副総裁に就任した。一方、決選投票で敗れた高市は石破に総務会長を打診されたが固辞したほか、第1回投票で5位だった小林も広報本部長を打診されたが固辞した。

### 閣僚人事
10月1日に発足した石破内閣の閣僚人事では、第1回投票で4位だった林に官房長官を続投させ、最下位だった加藤は財務大臣に起用した。